# Inge Velte
Inge Martha Velte (* 7. November 1936 in Mörfelden; † 15. Mai 2021 in Erbach) war eine hessische Politikerin (CDU). Sie war bis 2003 Abgeordnete des Hessischen Landtags.

## Politik
Inge Velte war seit 1969 Mitglied der CDU. Von 1975 bis 1987 war sie hauptberufliche Geschäftsführerin des CDU-Kreisverbands Groß-Gerau. Sie war Kreisvorsitzende der Frauen-Union Groß-Gerau (1974–1987) und Landesvorstandsmitglied der Mittelstandsvereinigung der CDU Hessen (1975–1981). Nach ihrem Umzug nach Erbach war sie von 1988 bis 1990 stellvertretende und von 1990 bis 2000 die Vorsitzende des CDU-Kreisverbands Odenwaldkreis. Von 1990 bis 2004 war Inge Velte Mitglied des CDU-Landesvorstands.
Kommunalpolitisch war sie als Stadtverordnete in Rüsselsheim (1975–1977) sowie als Kreistagsabgeordnete des Kreistages Groß-Gerau (1977–1987) tätig. Zwischen 1989 und 2006 war Inge Velte Mitglied des Kreistages des Odenwaldkreises, davon 1989 bis 2000 als stellvertretende und 2000 bis 2006 als Fraktionsvorsitzende der CDU.
Von 1987 bis 2003 war Inge Velte 4 Wahlperioden lang Mitglied des Hessischen Landtags, davon zwischen 1993 und 2003 als stellvertretende Vorsitzende der CDU-Landtagsfraktion. Sie war die frauenpolitische Sprecherin der Fraktion, Vorsitzende des Arbeitskreises Frauen, Arbeit und Sozialordnung sowie Sprecherin der Fraktion für den Bereich Sonderschulen.
1994 war sie Mitglied der 10. und 1999 der 11. Bundesversammlung.

## Sonstige Ämter
Von 1977 bis 1987 arbeitete Inge Velte ehrenamtlich als Schöffin beim Jugendschöffengericht Darmstadt, war ehrenamtliche Richterin beim Verwaltungsgericht Darmstadt, Beisitzerin in der Kammer für Kriegsdienstverweigerer in Darmstadt sowie Beisitzerin im Anhörungsausschuss des Kreises Groß-Gerau. Seit 1987 war Inge Velte ununterbrochen Mitglied im Vorstand des Büros für staatsbürgerliche Frauenarbeit.
Des Weiteren war sie seit 2003 Vorsitzende der Vereinigung ehemaliger Hessischer Landtagsabgeordneter. Weitere Ehrenämter hatte sie als Beiratsvorsitzende der Odenwaldstiftung sowie als Vorsitzende des Fördervereins Deutsches Elfenbeinmuseum in Erbach inne. Seit 2007 war sie stellvertretende Patientenfürsprecherin am Gesundheitszentrum des Odenwaldkreises.

## Privates
Inge Velte war evangelisch und hatte einen Sohn und eine Tochter sowie drei Enkelkinder.

## Auszeichnungen
Inge Velte wurde 2007 mit dem Bundesverdienstkreuz I. Klasse, 2015 mit der Alfred-Dregger-Medaille der CDU Hessen und weiterhin mit der silbernen Ehrenplakette des Odenwaldkreises sowie mit dem Landesehrenbrief des Landes Hessen ausgezeichnet.